# Sergej Drejden
Sergej Simonovič Drejden (in russo Сергей Симонович Дрейден; Novosibirsk, 14 settembre 1941 – San Pietroburgo, 8 maggio 2023), anche accreditato come Sergej Don’cov o Dontsov, è stato un attore russo e, in precedenza, sovietico.

## Biografia
La sua fama al di fuori della Russia è dovuta soprattutto alla sua interpretazione dello straniero (il marchese di Custine) in Arca russa di Aleksandr Sokurov.

## Filmografia parziale

### Cinema
- Budni i prazdniki, regia di Vladimir Markovič Šredel' (1961)
- O ljubvi, regia di Michail Sinaevič Bogin (1970)
- Išču čeloveka, regia di Michail Sinaevič Bogin (1973)
- Insalata russa (Okno v Pariž), regia di Jurij Mamin (1994)
- Arca russa (Russkij kovčeg), regia di Aleksandr Sokurov (2002)
- Papa, regia di Vladimir Maškov (2004)
- Udalënnyj dostup, regia di Svetlana Proskurina (2004)
- Van Gogi, regia di Sergej Livnev (2018)
- Petrov's Flu (Petrovy v grippe), regia di Kirill Serebrennikov (2021)

## Doppiatori italiani
- Carlo Valli in Insalata russa, Arca russa